# Мохамед ибн Заид ал-Нахаян
Мохамед ибн Заид ал-Нахаян (на арабски: محمد بن زايد بن سلطان آل نهيان) е емир на Абу Даби и президент на Обединените арабски емирства.
Роден е на 11 март 1961 година в Айн като трети син на Заид ибн Султан ал-Нахаян, по-малък брат на емира на Абу Даби, когото наследява през 1966 година. През 1979 година завършва Кралската военна академия – Сандхърст. След смъртта на баща си през 2004 година става престолонаследник на Абу Даби, а от 2014 година поема оперативното управление на емирата, заради влошеното здраве на по-големия си брат Халифа ибн Заид ал-Нахаян.
Познат повече като MBZ, той е женен за Шейха Салама, негова първа братовчедка, и има 9 деца с нея. Най-големият му син е Халед ал Нахаян, който се очаква да стане принц на Абу Даби.